# Bibliothek der Hochschule für Verkehrswesen „Friedrich List“
Die Bibliothek der Hochschule für Verkehrswesen „Friedrich List“ (Abkürzung BHfV) war die Universitätsbibliothek der Hochschule für Verkehrswesen (HfV) in Dresden. Die 1952 gründete Bibliothek wurde im Zuge der Auflösung der gleichnamigen Hochschule 1992 aufgelöst. Ihr Bestand von zuletzt mehr als 375.000 Bänden und 1400 Fachzeitschriften ging an die Universitätsbibliothek Dresden (der heutigen SLUB Dresden) und der Bibliothek der Hochschule für Technik und Wirtschaft (HTW) über.
Sie war zentrale Archivbibliothek des gesamten Verkehrswesens in der Deutschen Demokratischen Republik.

## Struktur und Bestand
1986 umfasste der Bestand 355.000 Bände, davon etwa 130.000 Bände aus dem Transport- und Nachrichtenwesen. Dazu zählten unter anderem eine Sammlung von Firmenschriften des Transport- und Nachrichtenwesens, den vollständigen Bestand der Dienstvorschriften und Tarifverzeichnisse aller Verkehrsträger und eine komplette Sammlung von Standards des Transport- und Nachrichtenwesens. Daneben wurde ein weitreichender Bestand für Philatelisten und Modellbau vorgehalten. In den 1950er Jahren war je rund ein Drittel des Bestands Fachliteratur zu Transport- und Nachrichtenwesen, Publikationen aus Naturwissenschaften und Technik sowie gesellschaftlich-wissenschaftlichen Werken. Parallel dazu gab es Handbibliotheken an Lehrstühlen und Instituten, die zusammen etwa ein Drittel des Gesamtbestandes der an Büchern und Zeitschriften an der HfV ausmachten.
Die Bibliothek unterhielt Kooperationsverträge mit den Ministerien für Hoch- und Fachhochschulwesen, für Post- und Fernmeldewesen sowie des Inneren. Kooperationsverträge der Hochschule für Verkehrswesen und Kombinaten, Institutionen und Einrichtungen der sozialistischen Praxis enthielten stets auch Vereinbarungen zur Zusammenarbeit der Bibliotheken bzw. Informationseinrichtungen mit der BHfV. Die Bibliothek unterhielt etwa 20 Partnerschaftsbeziehungen mit dem (insbesondere sozialistischen) Ausland und unterhielt den größten Bestand an sowjetischer Originalliteratur des Transport- und Nachrichtenwesens auf dem Gebiet der DDR. Sie unterhielt darüber hinaus Kooperationsbeziehungen mit nahezu allen Technischen Hochschulen und Universitäten. Alle Hochschulen der DDR übersandten im Rahmen des Schriftentausches zugegangene Schriften aus dem wesentlichen Ausland an die BHfV.
Neuimmatrikulierte Stunden erhielten eine einstündige Unterweisung und wurden anschließend durch die Bibliotheksräume geführt. Der Bibliotheksdirektor war seit September 1953 im Senat der Hochschule vertreten und unterstand unmittelbar dem Rektor der Hochschule.
Zur Bibliothek gehörte auch die hochschuleigene Buchbinderei.
Das 1952 eingeführte Signatursystem setzte sich aus dem Anschaffungsjahr, dem Größenformat und der laufenden Nummer des jeweiligen Titels zusammen.

## Geschichte
Per Ministerratsbeschluss vom 6. März 1952 wurde nicht nur die Gründung der Hochschule für Verkehrswesen, sondern auch die Gründung der hochschuleigenen Bibliothek beschlossen. Sie wurde mit Gründung der HfV am 1. Oktober 1952 eröffnet.

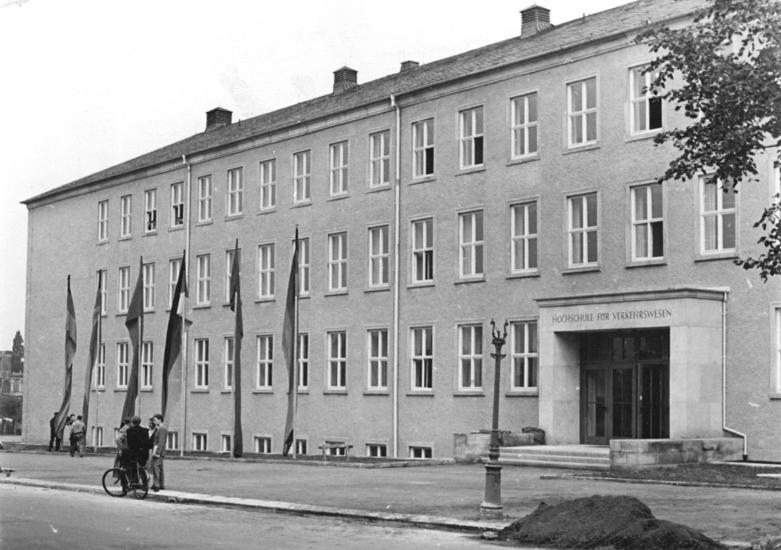
Gebäude Hettnerstraße (1952), der heutige Gerhart-Potthoff-Bau

Die Bibliothek nahm am 1. Oktober 1952 ihren Betrieb mit zunächst 16.000 Büchern auf. Sie beschäftigte zunächst fünf Mitarbeiter, die von der Sächsischen Regierungsbibliothek kamen und wurde zunächst behelfsmäßig in einem 26 Meter langen Raum des Gebäudes Hettnerstraße, dem späteren Eisenbahnbetriebsfeld, untergebracht. Nach einem Interimumzug im Gebäude im April 1953 bezog die Bibliothek im April 1954 schließlich ihre fertiggestellten Räume in drei Stockwerken des zwischenzeitlich fertiggestellten 2. Gebäudeteils.
Als Gründungsdirektorin fungierte Charlotte Boden. Sie wurde unter anderem auch 1962 und 1964 wieder als Direktorin bestellt.
1953 wurde ein erster, provisorischer Lesesaal eingerichtet und mit dem Aufbau einer Dokumentationsstelle begonnen. Die von der Bibliothek herausgegebene Wissenschaftliche Zeitschrift (ZDB-ID 530000-9) erschien in diesem Jahr zum ersten Mal. Im gleichen Jahr gestaltete die Bibliothek eine Sonderausstellung zu Karl Marx.
1954 begann das Institut für Dokumentation, den Dokumentationsdienst Verkehrswesen – Landverkehr, Wasserverkehr, Post- und Nachrichtenwesen herauszugeben. Im April 1957 bezogen Mitarbeiter der Fachdokumentation weitere Räume.
Der Grundstock von 38.000 Bänden gründete sich vor allem aus 23.000 Bänden aus der Zentralbibliothek der Sächsischen Landesregierung, die ihren kompletten Bestand aus den Abteilungen Naturwissenschaft, Technik und Verkehr sowie Mehrfachexemplare der Gesellschaftswissenschaften an die BHfV übergab. Weitere 12.000 Bände wurden aus der Bibliothek des Ministeriums für Verkehrswesen und weitere 3.000 Bände aus einem Seminar der Universität Halle ein.
Für Neuanschaffungen standen der Bibliothek in den Jahren 1953 bis 1955 insgesamt mehr als 235.000 Mark zur Verfügung. In den Jahren 1953 bis 1956 wurden knapp 335.000 Mark für Erwerbungen aufgewendet. Davon entfielen 31 % auf die DDR, 47 % auf die Bundesrepublik Deutschland, 13 % auf die Sowjetunion und das übrige sozialistische Ausland sowie 9 % auf das übrige westliche Ausland.
1955 umfasste der Bestand 69.000 Buchbände. Mehr als 2000 Benutzer liehen zusammen fast 30.000 Bände aus. Im gleichen Jahr begann die Einrichtung einer Buchbinderei. 1956 umfasste die Bibliothek 62.000 Bände. Bis 1958 stieg der Bestand wieder auf 70.000 Bände an. Die Bibliothek hielt zu dieser Zeit rund 675 Zeitschriften.
Im August 1956 lehnte der Senat der HfV einen Vorschlag der TH Dresden ab, die Bibliotheken von HfV und TH zusammenzulegen, da die Bibliothek der HfV als Sammelbibliothek für einen gesamten Wirtschaftszweig fungiere.
Mitte der 1960er Jahre verfügte die Bibliothek mehr als 100.000 Bände und verlieh jährlich etwa 80.000 Bände. Die Dokumentationsstelle umfasste 325.000 Karten von 25 verschiedenen Dokumentationsdiensten. Im zentralen Institutsgebäude (dem heutigen Hauptgebäude Gebäude der HTW Dresden) sollte Mitte der 1960er Jahre ein zweiter Lesesaal eingerichtet werden (Stand: 1964). Gegen Ende der 1960er Jahre erreichte der Bestand 150.000 Bände.
Im Oktober 1976 wurde eine Mikrofilm-Gerätekette in Betrieb genommen. Damit wurden etwa 120 Zeitschriftentitel regelmäßig verfilmt. 1983 begann die Konzeption eines PC-gestützten Ausleihsystems, das maßgeblich von zwei Studenten entwickelt und schließlich 1986 eingeführt wurde. Mit dem am 8. September 1986 begonnenen Probelauf konnten – erstmals im Hochschulwesen der DDR – Ausleihverbuchungen selbstständig durch die Benutzer vorgenommen werden.
1977 verfügte die Bibliothek über 271.000 Bände, 1982 über 305.000; die Zahl der Benutzer lag bei jeweils 5000.
In den 1980er Jahren gab die Bibliothek periodisch Bibliographien und Neuerwerbungsverzeichnisse sowjetischer Eisenbahn-, Schifffahrts- und Kraftfahrzeugliteratur heraus.
Mit der Verabschiedung des Sächsischen Hochschulstrukturgesetzes vom 10. April 1992 wurde die Auflösung Hochschule für Verkehrswesen zum 30. September 1992 beschlossen. Sie ging in Teilen an die heutige Fakultät Verkehrswissenschaften „Friedrich List“ sowie an die Hochschule für Technik und Wirtschaft über. Im Rahmen dieses Prozesses wurde auch die Bibliothek aufgelöst. Der damalige Bibliotheksbestand von 350.000 Bänden sollte auch den Grundbestand für die Ausbildung an der neuen HTW stellen. Am 1. Juni 1991 wurde eine Arbeitsgruppe aus Wissenschaftlern und Bibliothekaren beider Hochschulen gegründet, um den Übergang zu organisieren. Das Gremium beschloss, Expertengruppen mit der Organisation des Übergangs, der auch Personal und Inventar umfasste, einzusetzen.
Am 1. Oktober 1992 wurde die erste gemeinsame Belegschaftsveranstaltung der insgesamt rund 240 Mitarbeiter der Universitätsbibliothek Dresden und der Bibliothek der Hochschule für Verkehrswesen abgehalten.
Die Zweigbibliothek Bauingenieurwesen / Verkehrswissenschaft war einige Jahre im Potthoff-Bau zu finden, bevor sie in die Bereichsbibliothek DrePunct integriert wurde.